# どうぶつの森 ホヒンダ村だより
『どうぶつの森 ホヒンダ村だより』（どうぶつのもり ホヒンダむらだより）は、任天堂のコンピュータゲーム『どうぶつの森』シリーズを漫画化した、あべさよりの漫画作品である。

## 概要
2002年から『小学一年生』などの小学館の学年別学習雑誌に、2009年3月から『小学四年生』・『小学五年生』・『小学六年生』で連載されたが、2010年3月に『小学五年生』と『小学六年生』が休刊したため、『小学四年生』のみに連載となったが2011年3月号で一時連載を終了させた。
その後も低学年誌では連載が続行されたが『小学一年生』以外の休刊と共に一時終了した。『ぷっちぐみ』にも掲載されていた。
ゲームの世界のみではなく、ゲームの世界と、プレイヤーの現実の世界が描かれている。連載は小学館の学年別学習雑誌のみだがストーリーは中学生向けにギャグが主体となっており、どうぶつの森独特のほのぼのとした場面はほとんどない。漫画の形式は主に4コマで、その少数は長編漫画になっている。稀に作者の失敗談や笑い話が登場する。その際、実話であることがサブタイトルに記されている。題材は初代から『とびだせ』までで、『あつまれ』は連載されていない。
プレイヤー（人間）と住民の交流よりも、人間同士の交流に重きを置いている。

## 登場人物

### 人間キャラ
さよりん
ホヒンダ村在住の少女で、本作の主人公。2月25日生まれで、うお座のA型。髪はピンクのミディアムヘア。
当初はメルヘンを目指してホヒンダ村に引っ越して来たが、現在は悪戯や交流をしながら自由奔放な生活を楽しんでいる。
コタロウに好意を寄せている。ロマンチストではあるが、「ロマン」の定義が非常に幅広い。実際は金の亡者で、住人から貰ったばかりのプレゼントを売ったり、高く売れる家具や虫・魚の値段を覚えていたり、流れ星に祈る願いはいつも「金」であったりするほど。更に落ちたベルの音を、騒音の中や遠距離から聞き取れるほど耳がいい。また、村の環境は良いはずなのだが、雑草をそのまま大量に生やすなどの面倒がりでもある。更に風船プレゼント、化石、ジョニーのUFOが出現するたび必ず追いかけるほど欲深い。そのため、玉座や王冠、クイーンのかんむりなどといったなかなか購入出来ない高価な家具や被り物を激しく要求している。
部屋や服によるコーディネーションが極度にアンバランス。牛の頭蓋骨を被り、ファイヤーな服、または原始人の服を着用して斧を所持すると「ふんばば〜」と叫ぶ原始人へと変貌し、駆け回る。
自称乙女だが、熱血で男勝りのワイルドな性格。乙女になることもあるが、金銭の方に目が向いてしまう。男子には厳しく、女子には優しいが、よく住民達の庭に咲いているレア花を盗んだり、落とし穴で住民を落としたり、新住人の引っ越し祝いにゴミをプレゼントしたりなどを平気にするため周囲から警戒されることが多いが、住民達に対する優しさや思いやりといった友愛感情はちゃんと持っている様子。約束を必ず守るタイプで、ケンタのレア花をコタロウにプレゼントする代わりにケンタの指示に従ったり、ちあきが持つ映画のチケットを貰うために一時的に命令に従ったりなど、プライドを捨ててでも文句も言わず、約束を守っている。
知能指数は低く、簡単な事を理解出来ない事もある（さよりん達の年齢は学年誌によって違う為、年齢に準じた知能という可能性はある。また、金銭が絡むと知能が働く）。
一人娘なため兄弟や姉妹に憧れているが、拘りが多すぎて理想の兄弟姉妹は未だにない。
村一番のボケキャラだが、皆からは好かれている。
様々なジャンルの音楽を聴き、楽器も弾けるほどの音楽好きだが、『笑点』や東京音頭などの音楽を村メロにすることが多い。将来の夢はミュージシャンらしいが、魚を全滅させるほど音痴で、歌う時は必ずコブシも入れる。絵を描くのが下手。
得意な踊りはキングサーモンを呼び出す「キンサモダンス」というお祈り。得意な格闘技はブレーンバスター。9巻では「カナヅチ」という一面が発覚。
コタロウ
ハフンダ村在住の少年。11月22日生まれで、さそり座のA型。黒く短い髪をしている。
さよりんのことが好きではある。お互い鈍感なので進展していないが、さよりんのことを誰よりも知っている。
初期はまともなキャラクターであったが、最近では天然ボケキャラとなっている。
モンシロチョウを捕ろうとしてアレクサンドラアゲハが網に入ったりと強運の持ち主。更にハナカマキリなどのレア昆虫の居場所を把握したりと神通力を持っている。
シゲとは親友でライバル同士だが、ライバル意識は余り持っていない。
女装に興味を持っているらしく、頭に花を飾ったり、クイーンのかんむりにリボンのふくを着たりもした。ヘアサロンで居眠りした際にツインテールになり、グレースによって女装され、「コタミ」という仮名を名乗りながらさよりんやちあきを騙した。他にも女子だけのカーニバルの最中、女装をした姿で蜂に刺されたさよりんに薬を渡したこともある。女装は最強レベルでさよりんに『世界がしっとする』といわれたこともある。
バレンタインにはいつもさよりんにチョコを渡していた。チョコをもらうのは何だかんだで照れくさく思っている。
ルイコ
ヘヒンコ村在住の少女でさよりんの親友。5月7日生まれで、おうし座のO型。三つのお下げをした濃い茶髪が特徴。
大人しい性格だが、たまにさらっとグロテスクなことを言う。常に敬語で会話し、今のところさよりんのことを「さよりんちゃん」、他のメンバーも「くん」「さん」などを付けて呼ぶ。
絵が非常に上手いが、上手すぎるために金のバラの絵やXOパーツの絵、更にタランチュラの絵などのリアルな絵で、さよりんが騙される。しかし化石ダミーだけは上手く描けない。
セイイチのようながっしりした男が好みで、セイイチのことを「師匠」と呼んでいる。更に彼にバレンタインチョコを食べさせたことでチョコのかべがみを貰い、そのことで彼女は、両思いだと勘違いしたことがある。
シーラカンスやサメといったレアな魚を何回も釣り上げられるほどの釣りの名人でもあり、巨大なクリオネやデメキン、小さいシーラカンスといった異常なサイズをした魚を釣ることが出来る。意外性のボケ役でもある。
怖がりな一面もあり、11巻ではさよりんが集めたホラーテーマの家具を怖がって寝不足となった。
綺麗好きでもあり、さよりんがやらないため、ホヒンダ村のゴミや雑草を取り除くのは彼女の役目。お金には興味がない。その為さよりんが植えた赤カブを雑草と思い抜いたことも。
ちあき
マリナーゼ村在住の少女で、さよりんのライバル。3月26日生まれのおひつじ座B型。髪型は金髪のポニーテール。
プライドの高い勝気な性格。よくさよりんを見下したり、ガセネタを言うことが多い。コタロウに片思いをしていてさよりんと恋の争奪戦を繰り広げているが、実際はツンデレであるためなかなか素直になれない性格をしている。また、ルイコ曰く「口は悪いけど凄く正義感が強く努力家」。さよりんとは犬猿の仲だが、微かに友達意識はある。さよりんの親友、ルイコのこともあまり快く思っていない様子。
そのためロイヤルシリーズや白い家具といったセレブ的な物以外の物を、たとえプレゼントであろうとも決して受け取ろうともしないほど高飛車である（地べたに置かれたベル袋も受け取れない）。
釣りと虫取りは似合わないということで好きではないと言うが、シーラカンスはたまに釣れるらしくクモは気絶してしまうほど苦手。しかし9巻では気絶しないところまで克服している。また、日焼けをするのが嫌なため、夏の間は日焼け対策のためにせんすいヘルメットを被っている。ゴスロリ系の服がお気に入り。
お気に入りのデザインは、何度もさよりんを騙せる化石ダミー。ちなみに、編集者の妻の名前を使っているらしい（性格は違う）。マリナーゼ村も妻が作っている村らしい。
シゲ
F1フォー村在住の少年で、コタロウの親友でライバル。12月16日生まれで、いて座のAB型。名前の由来は、戸次重幸からきていることを作者がコミックス内で明かしている。銀髪のとんがりヘアーで、アイパッチを愛着。別名「スピーディアイパッチ」。
さよりんに片思いしていて、いつもコタロウより先にさよりんにアプローチしようと努力する。初登場時はクールキャラだったが、さよりん達のボケに被害を受け続け、現在はヘタレキャラ化している。
レギュラーメンバーの中でも運動神経が抜群で、足も非常に速い。特に虫取りとパチンコが得意で、目に見えないスピードでスズメバチやオニヤンマといった早い虫を捕獲したり、上を向いてなくてもパチンコで風船プレゼントを落としたりと、天性の才能を発揮する。金のパチンコを持っているが、本人曰く「使ったら負け」とのこと。ただし釣りは極端なほど下手で、シーラカンスどころかフナすら釣ったこともない。
実家はケーキ屋で、嫌いな物は納豆。
将来の夢はスプリンターかエースストライカー。
はいとく
む村在住の少年。 コタロウとシゲの友達で秀才。ホヒンダ村に来たときに「通るとき邪魔だ」と言い木を切り、「生き物はムシもサカナも大嫌いだ」と大きな魚影の前で走ったりするほどホヒンダ村を堂々と荒らしていた。更に優しさと思いやりも綺麗事だと思うほど大嫌いで、優しく接しようとしたさよりんに対して罵声を吐いた。
む村にはまるで廃墟になったかのように木がなく、穴だらけ。家も一番小さい状態だが、貯金は3億5千万。
スポーツサングラスを常に付けているが、素顔は可愛い。鋭い勘の持ち主。家は空き家状態。
名前を漢字に変換すると「背徳」で、む村の「む」は「無」という意味(単行本6巻参照)。ダニエルとはなんだかんだで仲良くなった様子。おでんの牛すじを好む。
ダニエル
ユドウフ村（本人曰く「カッコイイ、HOTな名前」）在住のアメリカ人の少年でルイコの知り合い。2月2日生まれでみずがめ座のO型。
Wii版の設定で初登場し、Wii版から追加された新機能である特殊メイクで本人のMiiの顔で登場している。しかしメイクを取った素顔はコタロウと全く同じ顔をしているため、周囲を困惑させたことも。日本に憧れているため、盆栽シリーズや日本系な家具などを集めている。
日本語もあまり話せないようで、意味も知らずにいい加減な発言をすることもあるため、さよりんやコタロウ以上のボケ役。同じく日本語が分からないナイルとは仲が良く、二人で「ニポンゴワカリマセンクラブ」を始めた。
登場する際は必ず日本語の単語が書かれたマイデザインの服を着用し、その言葉に深い意味が込められていると本人は言うが、逆に聞かれているさよりん達は理解していない様子。他にも女子高生という意味を理解しないままセーラーふくを着用したこともある。
よくさよりん達の村へ遊びに来ている。

### ホヒンダ村の住民達

#### レギュラー
レベッカ (Pecan)
リスの少女。さよりんと一番の仲良しで、連載初期から現在まで長くホヒンダ村に住んでいる住民。ツッコミ役だが尻尾文字が得意など、たまにボケをかますことがある。
自分はいつもさよりんにつっこんでばかりに本当はホヒンダ村には必要ないのではと思い、一時は引っ越そうとも考えたが、彼女がつっこんでくれないと何も出来ないとさよりんが言ったことで、引き続き居つくことに決める。そのため、さよりんにとってレベッカは掛け替えのない住民である。
最近では、さよりんのボケにつっこむより笑うことが多くなった。
さよりんに対する挨拶は、どういうミスタッチをして決まったのかは不明だが、「御機嫌よう」という意味で「ヒョモランテ」。
将来の夢はハリウッドで女優になること。
レベッカに限らず原作ではあたし系は女の子はちゃん付けで呼ぶが、本作では呼び捨てにする設定に変更されている。
シュバルツ (Roscoe)
ウマの男性。レベッカがいない時などのツッコミ役。
ゲームキューブ時代のシベリア(後述)にあたる人物。
馬に関する悪口を聞くと必ず背後霊のように出現する。性格は冷静で賢い。
さよりんに対する挨拶は、どういうミスタッチして決まったのかは不明だが、「サマラチート」である。
黒い物と豆腐が好きだが、甘い物が苦手。
将来の夢はニューヨークで大金持ちになること。
オリビア (Olivia)
ネコの少女。さよりんに対するツッコミ役。
レベッカと一緒にいることが多く、お互い仲が良い。同じ誕生月であるさよりんとも仲が良く、最近ではさよりんと一緒にいることが多くなっている。
シゲの素早い虫取り裁きを簡単に見抜けるほど、動体視力が非常に良い。他には猫舌で熱いものが苦手で、足音も出さないほど猫足である。だが骨を鳴らすほど運動不足。
さよりんに対する挨拶は、どういうミスタッチで決まったのかは不明だが、「カンタロンテ」である。
ケンタ (Goose)
ニワトリの男性。食われそうなイメージを漂わせているが、花にはとても詳しく、さよりんに盗まれるくらいレアな花を育てている。
将来の夢はシュバルツ同様、アメリカへ行くこと。
一時ベルリーナに憧れていたが、さよりんが正体を暴いたせいで一日中寝込んでしまったことがある。
リッキー (Filbert)
リスの少年。愛らしい外見と子供っぽい性格を持ったボケ役。
ガセネタにはまりやすく、泣き虫なのだが、その裏腹に牛の頭蓋骨やさよりんがデザインした目玉模様の服、更にツタンカーメンやガスマスクなどといったグロテスクな物を「かわいい」と評価する、奇妙な性格をしている。
最近ではレベッカと一緒にいることが多くなっている。現在はナイルに惚れており、彼曰く「ミイラの棺に似てて可愛い」とのこと。最近は儀式として変な念仏をよく唱える。呪いが得意らしい。
リッキーに限らず原作ではボク系は男の子をくん付け、女の子をちゃん付けで呼ぶが（『街へいこうよ』『とびだせ』のみ）、本作では相手を呼び捨てにする設定に変更されている。
ロボ (Wolfgang)
オオカミの男性。シュバルツとは親友同士。ビアンカとは知り合い同士だが、詳細は未だに不明。ややM寄りである。
狼は狩りが得意ということで、キングサーモン釣りが得意らしい。
マール (Mitzi)
ネコの少女。ボケでもツッコミでもない中立キャラ。物知りであるため、時々さよりんに知恵を与えてくれる。とても優しい。
マーサ (Dotty)
ウサギの少女。マールと同じく優しい仲裁キャラ。最初は「わたし系」の口調で話していたが、後に「アタイ系」口調で話すようになった。
ジョン (Butch)
イヌの男性。手を出したり「お手」を言うと必ず芸を行ってしまうボケ役。
村興しビデオを作ろうとした。
ハムカツ (Curly)
ブタの少年。大きな鼻を特徴とするボケ役。
マリナーゼ村に引っ越した模様で、口癖は「芋を食いすぎて屁をこいた」という意味で、「いもプリ」。ただし、これはあくまでも一時的らしく、現在はホヒンダ村に戻った。
クワトロ (Jeremiah)
カエルの少年。マイペースでのんびり屋のボケ役。
ヘソに憧れているため、七夕には「おへそをください」という願い事を単作に描いたことがある。
ノミが付くとみんなから珍しがられるが、本人は気にしていない。毒舌を吐く一面もある。
ガンテツ (Curt)
クマの男性。冷静な性格を持つツッコミ役。
どこか親父臭く、鮭に拘りがあり、そのためかキングサーモン釣りは得意。何かが折れたような音をした屁をこく。
ボケ役な一面もある。
実は可愛い物が好きで、プリンセスシリーズを集めていたことがある。
ゴンザレス (Rocco)
カバの男性。
女の子にモテたり、お釜で炊いた虫食いどんぐりをお椀に入れて全部完食したりなど、どこか強い一面を持っている。
さよりんの母に似ているらしい。
ちとせ (Gladys)
ツルの女性（ゲーム中ではダチョウ）。穏やかな性格を持った中立役。
一見大人しくて優しいように見えるが、ツタンカーメンなどのグロテスクな物を「かわいい」と評価する。そのためか、同じ趣味を持つリッキーとは仲が良い。時に腹黒く、鋭いくちばしで相手を突付こうとするほどでさよりんにも恐れられている。
お礼や誕生日プレゼントは必ずツタンカーメン。
以前さよりんのことを「オヤビンさん」と呼んだことがあり、他にも変なあだ名を付けようとしたことがある。
一度は引っ越そうともしたが、さよりんの感動的なプレゼントのおかげで気が変わり、住み続けることにした。
鶴の恩返しのような行動をとることが多い。
病気になった祖母がいるが、その性格もちとせ同様で、スノーボードを使ってハーフパイプでフリップを決めるほど体調が良くなったらしい。
何かしらの気配を感じるほど鋭い勘の持ち主でもあるのだが、鳥目であるために暗い所が苦手らしい。また、緊張するとめちゃくちゃな日本語を使ったりもする。
ビアンカ (Whitney)
オオカミの女性。ロボの知り合いで、彼の推薦で引っ越して来た白い物好きで気高い美女。主にさよりんに対するツッコミ役だが、相手の背後からクラッカーを放つよりも前から放った方が面白い、寝る時は白い歯で歯軋りをするなど、多少さよりんに良く似たようなボケ役な一面もある。
最初はさよりんの性格と村の雰囲気に対して不安感を持っていたが、家の周りに白い花を植えに来たさよりんの思いやりを見直し、居つくようになる。
ちょろきち (Rizzo)
ネズミの男性。さよりんによる被害を受けると必ず仕返しするという、根に持ちやすいツッコミ役。そのためよくさよりんにガセネタを話すことが多いほら吹き上手である。エイプリルフールではさよりんを簡単に騙せたが、後日に逆恨みを受けてしまうことも。
最近はさよりんに限らず、村の住民にも悪戯や嫌がらせをしている模様。
ナイル (Ankha)
ネコの少女。ヘッコロ島に漂着したとある王国の王位継承に巻き込まれた被害者らしいが、無駄な長話のせいで詳しい内容は不明。お喋りのボケ役。
エレガントな古代エジプト人に見えるが、イメージが全く違う。ほっかむりしながら果樹園の栽培をしたり、日本の農業っぽい行動をする。また、日本語が分からないと本人は言うが、逆にペラペラだったりする。他にもリッキーにおふろマットをプレゼントしたり、誕生日プレゼントに醤油が欲しかったりなど、和風の物が好み。
アレクサンドラアゲハを食べて3日以上下痢をしたりと妙な経験を持っている雑食家。他にも雪を見たことがなく、それを初めて見た時は塩と勘違いした。
日本語が分からないダニエルと、リッキーとは仲が良い。
アンデス (Amelia)
ワシの女性。さよりんに対するツッコミ役だが、仲が良い。
ホヒンダ村とマリナーゼ村に交互で住み着く。さよりんは彼女のことを「アンデス姉さん」と呼んでいる。
ネイルアートに興味があり、自分の足の爪にネイルを貼っている。
キングサーモン釣りが得意。
バズレー (Tiffany)
ウサギの女性。姿形にしてはとても綺麗なお姉さんタイプ。たまに腹黒いことをする冷静なツッコミ役でもあるが、逆に勘違いや抜けたことをするボケ役な一面も持つ。
初登場時さよりんのことを「さよ」と呼んでいたが、7巻以降は「さよりん」と呼んでいる。ウサギ占いが得意。
2011年卯年代表として活躍した。
ダルマン (Hopper)
ペンギンの男性。冬以外の季節に弱いボケとツッコミ役。
春季に風邪と花粉症というダブルパンチにより倒れたが、元々冬の生き物であるためにもう一度雪を見たいという願いを出した。そのためさよりんが彼にボケやすい丸眼鏡を付けさせ、桜をピンクの雪に見せさせたことで、満足し死亡したように見えたが、実際はさよりんから貰った風邪薬により寝てしまったため、翌日すっかり元気を取り戻せた。
将来の夢は空を飛ぶことらしい。
ラムネ (Lolly)
ネコの少女。マールやマーサ同様の数少ない良心な中立役。
釣りが下手で、魚のことに関しては余り詳しくない様子。とても母親想い。実は強くて面白くて優しいさよりんに憧れている。
一度引っ越しをしたが、一週間後にホヒンダ村に戻ってきた。その時にプリンセスソファをさよりんにあげた。
ハムスケ (Hamlet)
ハムスターの少年。3DS版から登場した住人。ホヒンダ村に来たばかりで、さよりんのことに関しては知らないことが多い。
アンソニー (Colton)
馬の少年。ハムスケと同じく3DS版から登場した住人。見た目とは裏腹にさよりんに対して悪戯をしたり、ボケをかますなどのボケキャラだが、時々さよりんのボケに対してツッコミを入れることがある。
ドレミ (Fauna)
シカの少女。上記の二人と同じく3DS版から登場した住人。中立キャラな外見に見えるが実はボケキャラ。

#### 準レギュラー
おくたろう (Octavian)
タコの男性。滅多に登場しないほど出番は少ない仲裁役だが、その分微妙な面白さを漂わせている。
墨は吐かないらしいが、さよりんが羽で鼻を擽った時には吐いた。
スミモモ (Mallary)
アヒルの少女。出番は少ないが、さよりんが着ていた「むらさきボーダー服」を欲しがったり、アヒル口がモテると聞くと「ああ、こういうのね」とそのままなことをいうなどのボケ役性を持つ。
サラ (Bree)
ネズミの少女。さよりんに対するツッコミ役。
2008年の子年の代表として活躍した。
ルナ (Ruby)
ウサギの少女。マーサ同様の中立役。レベッカとは仲が良かったりする。
自分の誕生日は12月25日であることから不満を抱えている。
色んな花が好きだが、「おいしい」と味で評価している。
ベン (Walker)
犬の少年。引っ越してきたときはさよりんのボケに被害を受け不安を感じ再び引っ越そうとしたがレベッカからうつった風邪で倒れてしまう。その時薬を持ってきたさよりんに思いやりを感じホヒンダ村に居つくことを決意する。
果樹園を荒らす狐を追い払うのが得意らしい。
ヒャクパー (Tangy)
ネコの少女。ホヒンダ村の住民であること以外出番が少なめの中立役だが、よくさよりんのボケに対して笑うことが多い。
さくらじま (Cyrano)
アリクイの男性。不良っぽいツッコミ役だが、ヒャクパー同様、ホヒンダ村の住民でありながら出番がほとんど無い。
さよりんに声がダミ声と言われた。
映画鑑賞中にで携帯電話を使うほど、マナーがなっていない。
アイダホ (Kody)
コグマの男性。冷静で無表情なツッコミ役だが、ヒャクパーやさくらじま同様、ホヒンダ村の住民でありながら出番が少なめ。11巻からはマリナーゼ村の住人になっている。
ギャグが好きで、それに笑う一面がある。
メリヤス (Vesta)
ヒツジの少女。気の優しい中立役だが、出番は少なめ。
冬の間に暖かい姿をしているが、羊毛を欲しがろうとしていたさよりんに困らされたことがある。
セルバンテス (Angus)
オウシの男性。滅多に登場しないほど出番は少ない中立役だが、一度さよりんが苦手な赤いじゅうたんで闘牛ごっこをしようとした。
2009年の丑年の代表として活躍した。
バンタム (Tom)
ネコの男性。ツッコミ役だが、滅多に登場しないほど出番は少ない。引っ越して来た祝いにさよりんが作った罵声がかかれたマイデザを受け取ってしまう。
さよりんのことを大人っぽくなったと思っていたが、彼女からアカマツのぼんさいを貰ったことから逆におっさんっぽく見えてしまった。11巻でルイコの村に引っ越した。
オリバー (Harry)
カバの男性。ごつい姿をしたボケ役。
ゴンザレス同様大きな鼻を持つが、彼と違って花粉症にならない体質。
たもつ (Al)
ゴリラの男性。ポーカーフェースなボケ役。
あまり物事を深く気にしないタイプ。原作ではボク系だが、一人称は「オレ」である。
チーフ (Chief)
オオカミの男性。さよりんが彼の家の鍵を釣った時にさよりんがそのまま彼に返そうとしなかったり、大みそかではロボと二人羽織したが自分はほとんど関係なかったり、損な役回りが多い。

#### 1巻（ゲームキューブ時代）までの住民
シベリア (Fang)
オオカミの男性。冷静で賢い性格で、レベッカがいない時などのツッコミ役。
Wii版の「街へいこうよ」では彼は住民として復活しているが、シュバルツとキャラがかぶるためか、物語がWii版になった以降も登場していない。
ガブリエル (Biff)
カバの男性。大きな鼻が自慢なボケとツッコミ役。
鼻息がとても荒く、投げキッスは成長中の木の苗を破壊する威力を持つ。
自分に対するバカヤローなどの悪口には必ず「カバヤロー」と威張りながら修正する。
10巻で住民として復活した。
イッテツ (Admiral)
トリの男性。ツッコミ役。さよりんに被害を受ける頻度が高め。
ゼリー (Carmen)
ネズミの少女。ボケでもツッコミでもない中立役。
栗ご飯を作るのが得意ため、フータにも気に入られている。のりおとはカップルになるほどとても仲が良い。
のりお (Murphy)
コグマの男性。冷静な中立役で、ゼリーと仲が良い。
レイコ (Piper)
トリの女性。さよりんをよくからかったりするため、さよりんが釣り大会に出すために釣った大物の魚を欲しがっていた家具と交換しようとしていた。その性格は2巻以降から登場するようになったちあきと多少似ている。
イワオ (Oxford)
オウシの男性。滅多に登場しないほど出番は少ないが、ガブリエルとよく似た性格と行動を持ち、時々オカマのような言動を取ることがあるボケ役。
オトマツ (Iggy)
ヤギの男性。滅多に登場しないほど出番は少ないが、書き込みに失敗した手紙を食べさせようとしたり、日記のページが数枚破かれているのはオトマツが食べたせいだと嘘を言うさよりんに対するツッコミ役である。
ブイヨン (Rhoda)
ニワトリの女性。優しい性格をした中立役。
チューボー (Chico)
ネズミの男性。過去にホヒンダ村に住んでいた。

### ハフンダ村の住民達
ヴァヤシコフ (Buck)
ウマの男性。ニンジンが大好物な中立役。
誤ってルイコのDSを所持してしまったさよりんのガセネタに騙される被害者。

### ヘヒンコ村の住民達
バニラ (Daisy)
イヌの少女。ルイコの友達。
敬語で話すほど穏やかだが、密かに乱暴な一面を持つ。

### マリナーゼ村の住民達
グルミン (Bluebear)
コグマの少女。マリナーゼ村の住人にも関わらず、さよりんとは仲が良い中立役。
アンデス (Amelia)

ハムカツ (Curly)

### F1フォー村の住民達
スパーク (Static)
リスの男性。シゲの友達で、中立役。
口数が少なく、強面の顔に似合わず相手の過ちを阻止し損ねてしまうほど。

### 施設やイベントに登場するキャラ
コトブキ (Tortimer)
ホヒンダ村の村長であるカメの老人。村人からは『村長』と呼ばれている。さよりんのボケにツッコミを入れることはあるが、主にボケ役。
秋の時期はドンどんぐりに成りすましている。正体は既にさよりんに見抜かれているが、それでもバレないように対応している。実は仮面は毎年お手製らしくスペアもある。
物語が3DS版に移ってからは隠居し、南の島でかっぺいの家族と共に暮らしている。
たぬきち (Tom Nook)
ホヒンダ村の店（現在デパート）を経営しているタヌキの男性。性格は冷静でツッコミ役。
1巻の『＋』当時、ローランが夜に来た際に一度、さよりんに叩き起こされた経験があるが、寝ぼけながらも勘定は間違わなかったほどの根っからの商人。
3DS版では商売の方を弟子のまめきちとつぶきちに任せ、自身は不動産屋を経営するようになった。
きぬよ (Mabel)
ホヒンダ村の仕立て屋「エイブル・シスターズ」で働いている若いハリネズミの女性。あさみとことのの妹。無理な注文をすることや奇妙なデザインを作ることが多いさよりんに対するツッコミ役。
あさみ (Sable)
ホヒンダ村の仕立て屋「エイブル・シスターズ」で働いているハリネズミの女性。ことのとあさみの姉。妹のきぬよとは違って出番は少ない。たぬきちから貰ったハサミを大切にしている。都会人が苦手というコンプレックスを持っている。
原作と異なり、一人称は「ウチ」に変更されている（原作の一人称は「あたし」）。
つぶきち (Tommy)・まめきち (Timmy)
たぬきちと共に働くタヌキの少年。風邪で寝込んでしまったたぬきちの変わりを果たそうとする優しい性格。
3DS版ではたぬきちの店を継いでいる。
しずえ (Isabelle)
3DS版から登場するさよりんの秘書。若いシーズーの女性。ボケ役でもツッコミ役でもない中立キャラ。さよりんのボケに関してはルイコと同じく優しく対応している。
カットリーヌ (Harriet)
美容院を経営しているプードルのお姉さん。ツッコミ役だが時々ボケてさよりんの髪を丸刈り（まるがりーた）にしたりする。
フータ (Blathers)
博物館の管理人であるフクロウの男性。物知りではあるが虫は大の苦手で、それに近い家具や虫食いどんぐり、更にそれに関する言葉などに関わると気絶してしまう。化石等の古い物には詳しいが、デジタルカメラなどといった新しい物には使い方すら知らないほど苦手らしい。
ぺりこ (Pelly)
役場にいるペリカンの女性。ぺりみの妹。姉と違って性格は良いが、多少出番は少なめ。
ぺりみ (Phyllis)
役場にいるペリカンの女性。性格は悪いが、優しい一面も持つ。予めぺりこを誤魔化すために、ドンどんぐりのスペアの仮面を所持したりしている。
ぺりお (Pete)
ペリカンの郵便配達人。さよりんのパチンコによって何度も落とされることがあるが、落下中ラフレシアに激突した経験を持つ。ぺりみのことが好きだが、彼女の方からは気持ち悪がられている。
グレース (Gracie)
時々ホヒンダ村にやってくるキリンのオカマ。本名は「なべのすけ」。さよりんのボケに度々被害を受けている苦労人。一度さよりんの怪力によって車を破壊されたことがある。3巻以降では語尾に「ザマス」が付くようになった。共通点の多いベルリーナとは友人同士である。
10巻では、あさみときぬよが好きなドラマ「淡い恋物語」が好きなことが発覚する。
ローラン (Saharah)
時々ホヒンダ村にやってくるラクダの商売人。ボケ役であり、下手な関西弁を使いながら無理につっこもうとしたり、以前さよりんに畳と畳をどちらか選ばせようとした。
セイイチ (Wendell)
毎回空腹のままホヒンダ村にやってくるセイウチの画家。ボケ役であり、たとえリクエスト可能でもそれに対応しないほど違う壁紙を渡したり（『+』以前では壁紙を運んでいた）、ターバンの絵を渡したりした。ルイコの好みなタイプでもある。
つねきち (Crazy Redd)
イナリ家具を販売しているキツネの男性。値の高いレア家具や贋作の名画などを売っているだけでなく、偽物の家具を数多く売り出している。
ジョニー (Gulliver)
時たまホヒンダ村に落ちて来るカモメの宇宙飛行士（『+』以前では水兵だった）。よくさよりんに落とされる。お礼はモアイ+αであることが多いボケ役。男。シゲの腕を見込んでいるため、落とされる前に着地して家具を授けることがある。
3DS版では初期と同じく水兵に戻った。
カブリバ (Joan)
カブを売っているイノシシの老婆。さよりんに正しい木の植え方を教えてくれた。気は優しいが、圧倒的な表情で相手にカブを無理矢理売り尽くそうとする。
あやしいネコ (Blanca)
時々ホヒンダ村に訪れることがあるネコ。さよりんにより顔ですらない絵や「カオ」という二文字を描かれたことがある。しかし、顔が変わっても住人には分かるらしい。
2巻以降は登場しなくなった。
ハッケミィ (Katrina)
ホヒンダ村に訪れて来るヒョウの占い師。タロットカード（『+』以前は水晶玉）を使って占いをする。異様な性格の持ち主で、ボケ役に近い。目付きや色が黒い者同士のためか、シュバルツとは気が合う。
ラコスケ (Pascal)
ホヒンダ村の浜辺に時々訪れるラッコの男性。極度に冷静沈着で、大波に襲われても決して動じないタイプ。
パンプキング (Jack)
ハロウィンの時だけにホヒンダ村にやってくるカボチャ顔の謎の人物。他の住民達も彼に化け、飴をくれないさよりんの服をボロい服に変えた。
ジングル (Jingle)
クリスマスの時だけにホヒンダ村にやってくるトナカイの青年。さよりんのボケに被害を受けることがある。ただし多少腹黒い一面を持っている。
リセットさん (Mr. Resetti)
リセットをすると出てくるモグラの中年男性。さよりんがリセットをしまくるため、ほぼ必ずさよりんの家の近くに出てくる。なんだかんだでさよりんとは仲がいい。特徴的なモヒカンはさよりんに好評。土中シンクロなどかくし芸を持っている。
ししょー (Dr. Shrunk)
様々な芸を持つウーパールーパー。さよりんのギャグセンスに嫉妬し、密かにライバル心を燃やしている。
3DS版では髭を生やし、タキシードを着るようになった。
とたけけ (K.K. Slider)
純喫茶ハトの巣でライブを行っているイヌのミュージシャン。出番は少ない仲裁キャラだが、時々おかしなリクエストをしたりするさよりんに対して優しく突っ込む。
ジョンにギターを教えたことがある。
マスター (Brewster)
純喫茶ハトの巣でオーナーを務めているハトの男性。ピジョンミルクという言葉を耳にしたさよりんが、今まで飲んでいたのはマスターの父性愛(さよりんが言うには「単なるゲロ」)ではという疑問があがった。黙々としているが、時々さよりんのボケに対してこける。
まいごちゃん (Katie)
ホヒンダ村で迷子になったネコの少女。無視されたり文句を言われたりすると後に起訴すると脅す、可愛らしい顔とは逆に腹黒い性格。
3DS版では成長し一人旅をしている。
ベルリーナ（Pavé）
カーニバルを行うためにホヒンダ村に訪れたクジャクのニューハーフ。共通点の多いグレースとは友人同士。踊りとアメが大好き。異様にさよりんとは仲が良い。最近では、陽気キャラの要素が強くなっている。
｢ビバッ！」の声（本人曰く美声）が異常に大きく、さよりんを気絶させることもしばしば。
ケイト/ことの (Labelle)
街のグレーシーグレースに働いている若いハリネズミの女性。きぬよの姉。あさみの妹。以前あさみと喧嘩したことで家出し、コーディネーターを目指し街に居ついたのだが、コンテストに落選して落ち込み、自分の才能に悩んだことがあった。現在でもグレースのもとで働いている。そのため、グレースとは良き上司と部下という関係になっている。
3DS版ではあさみときぬよと共に「エイブル・シスターズ」で働いている。
きょしょー (Frillard)
街の劇場にいるエリマキトカゲの老人で、ししょーの師。「ぱぁ〜」と言って襟巻きを開くという芸を持っている。最初はさよりんから始めた「サイドチェスト」の芸で骨折事故を起こしてしまったが、後に会得した様子。
2012年辰年代表として活躍した。
ゆうたろう (Wisp)
夜中しか登場しない幽霊。『＋』当時は上司の命令により人魂を捜すためにホヒンダ村に訪れ、さよりんに頼んでみたのだが、最後の人魂が見付からないことで、『自分も人魂』という風に解釈され、最終的には上司にボコボコにされるという結末を迎えた。ランプの精として登場する彼は、さよりんになくしたランプを探して欲しいと頼むが、見付からなくて代わりに渡された行灯に無理矢理入ろうとしたり、ランプを見つけてくれたお礼にドリーミーという意味で低いついたてを授けたりと、ボケ役になっている。
うおまさ (Chip)
釣り大会の司会を担当しているビーバーの中年男性。魚が大好きで、貰って計った魚をすぐ食べてしまう。『＋』当時は眼鏡をかけていたがWiiになってからはコンタクトに変えた。
ぴょんたろう (Zipper T. Bunny)
イースターに出没するウサギだが、背中にチャックが付いている。チャックを見付けてしまったり、疲れている所を見られた場合は、相手を誤魔化すために再び動き回る。
パロンチーノ (Phineas)
街で風船を売っているトドの中年男性。楽しそうな住民を見るのが好きな和み系。顔は引っ張ると良く伸びる。
ゆきだるま (Snowman)
冬にしか登場しない雪だるま。不満状態のさよりんからキャンプファイヤーなどの熱い物を当てられるという被害を受けることが度々ある。巨大に作られると巨大な家具を送ったり、小さく作られると扉を小さくしたクローゼットを送ったりするという変わった性格。
ゆきだるマン (Snowdad)
ゆきだるまの父親。初めてさよりんに会ったとき、ビンゴゲームであたりの数字がなかったことで怒ったさよりんに早速被害を受けてしまう。
ゆきだるママ (Snowmom)
ゆきだるまの母親。雪の結晶を三つ持ってくるとアイスシリーズのアイテムをくれる。
ちあきとはなんだかんだで気が合う模様。
ゆきんこ (Snowtyke)
ゆきだるまの弟。雪だるま一家の中で最も小さい。

## 単行本
1. 2005年11月28日発売 ISBN 978-4-09-140080-2
2. 2006年11月28日発売 ISBN 978-4-09-140268-4
3. 2007年11月28日発売 ISBN 978-4-09-140416-9
4. 2008年6月27日発売 ISBN 978-4-09-140675-0
5. 2008年12月25日発売 ISBN 978-4-09-140759-7
6. 2009年9月28日発売 ISBN 978-4-09-140863-1
7. 2010年6月28日発売 ISBN 978-4-09-141060-3
8. 2011年2月28日発売 ISBN 978-4-09-141218-8
9. 2011年9月28日発売 ISBN 978-4-09-141316-1
10. 2013年3月28日発売 ISBN 978-4-09-141627-8
11. 2013年12月27日発売 ISBN 978-4-09-141697-1
12. 2015年12月28日発売 ISBN 978-4-09-142128-9